# أماندا ريدمان
أماندا ريدمان (بالإنجليزية: Amanda Redman)‏ هي ممثلة بريطانية، ولدت في 12 أغسطس 1957 ببرايتون في المملكة المتحدة.

## أعمال

### أفلام
- (2000) وحش مثير[5]

## وصلات خارجية
- أماندا ريدمان على موقع IMDb (الإنجليزية)
- أماندا ريدمان على موقع ألو سيني (الفرنسية)
- أماندا ريدمان على موقع أول موفي (الإنجليزية)
- أماندا ريدمان على موقع قاعدة بيانات الأفلام السويدية (السويدية)
- أماندا ريدمان على موقع إن إن دي بي (الإنجليزية)
- أماندا ريدمان على موقع قاعدة بيانات الفيلم (الإنجليزية)
- أماندا ريدمان على موقع كينوبويسك (الروسية)